# Sopotnicki
Sopotnicki, Sopotnicki Potok – potok, prawy dopływ Grajcarka o długości 9,93 km. Jego zlewnia znajduje się w granicach miasta Szczawnica w województwie małopolskim, w powiecie nowotarskim.
Potok płynie w Paśmie Radziejowej należącym do Beskidu Sądeckiego. Wypływa z zachodniego stoku Prehyby (ok. 1120 m). Początkowo płynie na zachód pomiędzy głównym grzbietem Pasma Radziejowej a leżącymi na południe od niego Czeremchą i Czeremchą Zachodnią. Po ok. 4 km, na wschód od szczytu Kuba, skręca w lewo, na południe. Od tego miejsca kierunek ten nie ulega większym zmianom. Następnie dolina potoku biegnie w otoczeniu południowo-zachodniego ramienia Czeremchy Zachodniej oraz grzbietu opadającego z Dzwonkówki na południe, kulminującego w Kotelnicy i Bereśniku. Potok przepływa przez należącą już do Szczawnicy Sewerynówkę, gdzie z lewej strony uchodzą do niego Jastrzębi Potok i potok Pod Górami, a kilkaset metrów dalej woda spływa z pięciometrowego skalnego progu, tworząc wodospad Zaskalnik. Dalej, pomiędzy bocznym grzbietem odchodzącym z Bereśnika a masywem Góry Wysokiej i Gabańki, płynie przez Sewerynówkę i osiedla Kunie oraz Staszowa, a następnie, na wysokości ok. 470 m, uchodzi do Grajcarka.
W dolinie Sopotnickiego znajduje się kilka polan. Kolejno od góry w dół są to: Młaczki, Zbusiówki, Haligonowa, Sewerynówka, Koszarzysko. Przy potoku przebiegają szlaki turystyczne:
- pieszy niebieski: Szczawnica – Sewerynówka – Prehyba
- rowerowy czarny: Szczawnica – Przehyba
- konny: Szczawnica – Dzwonkówka

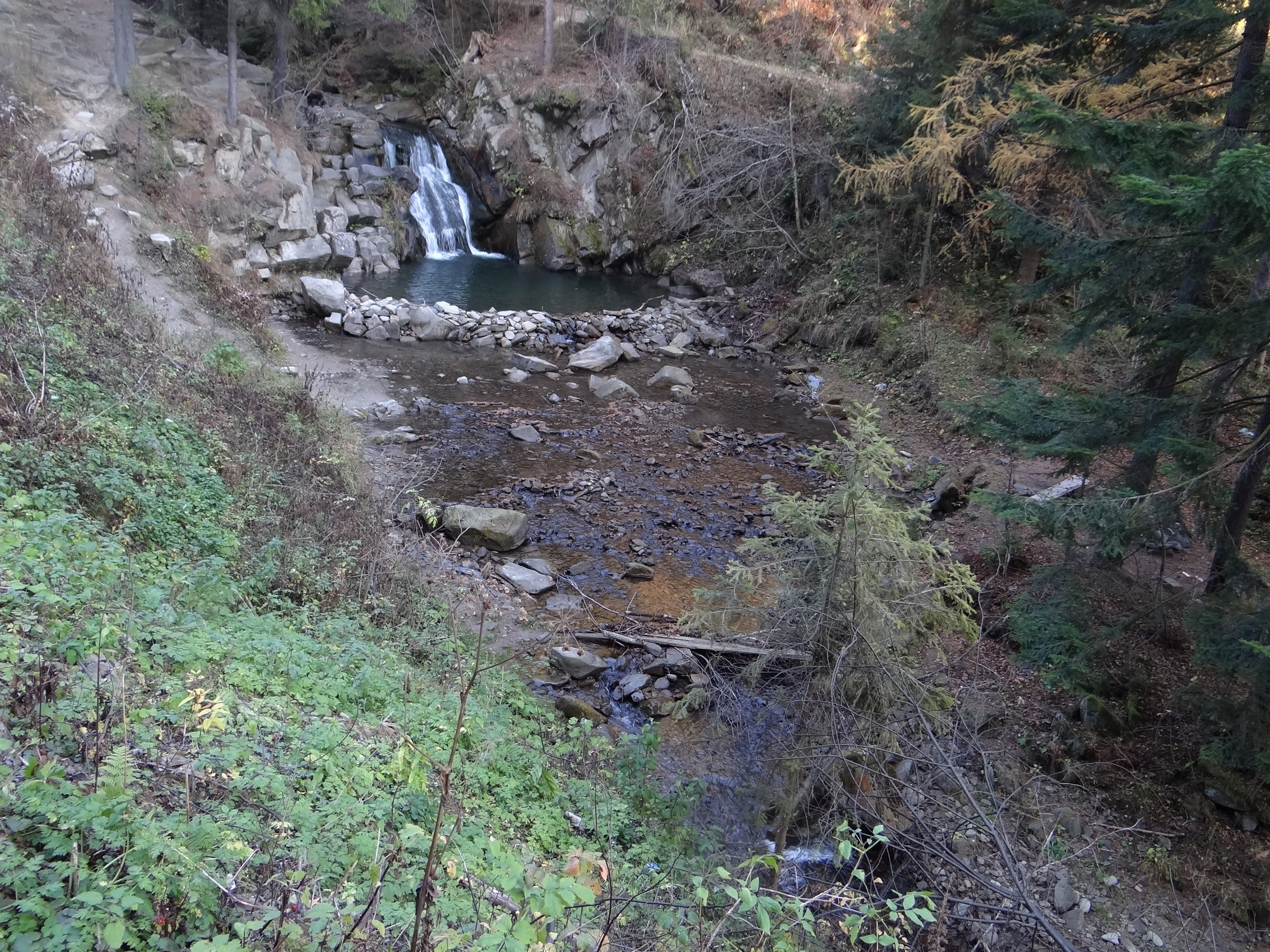
Wodospad Zaskalnik
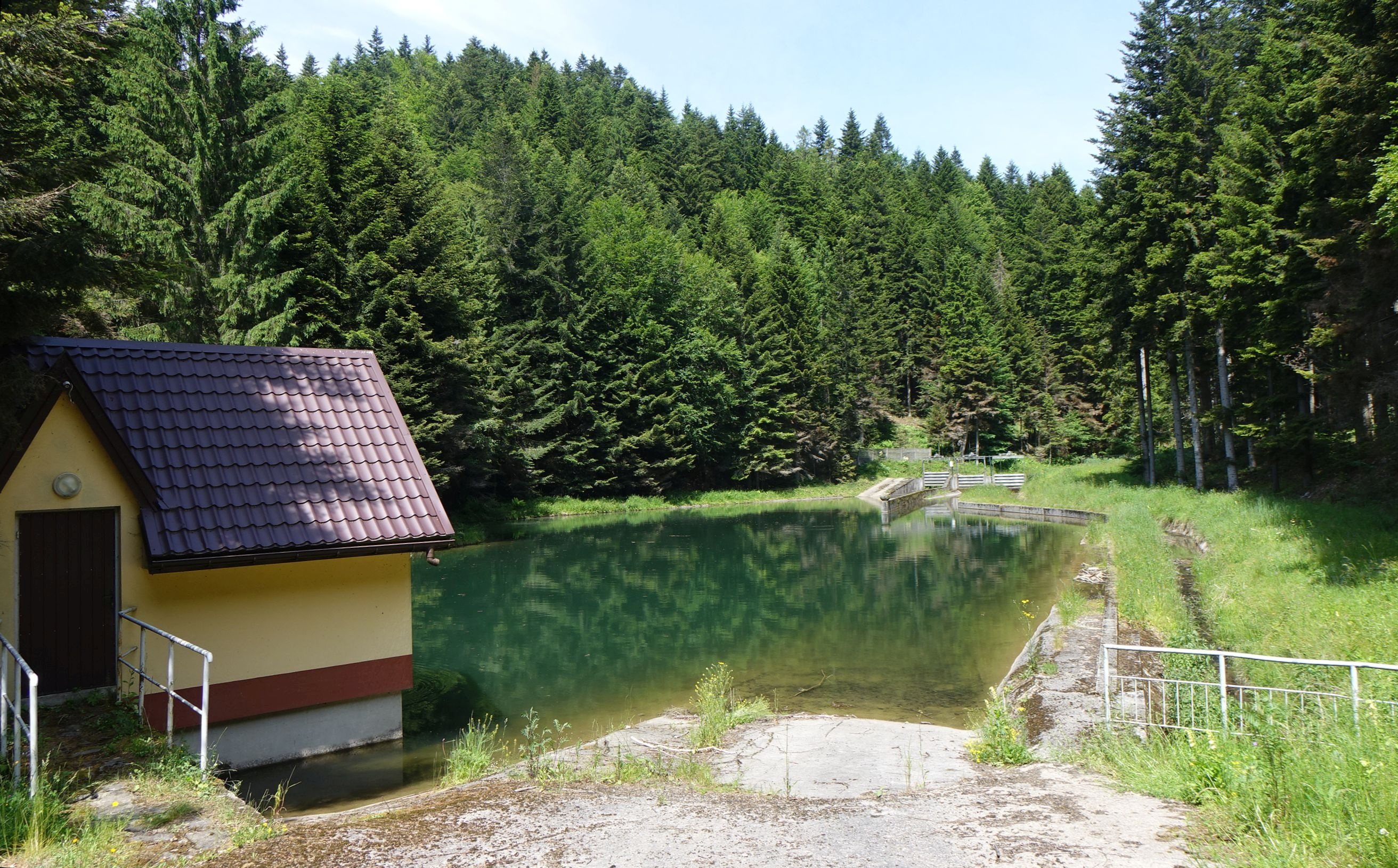
Ujęcie wody dla Szczawnicy
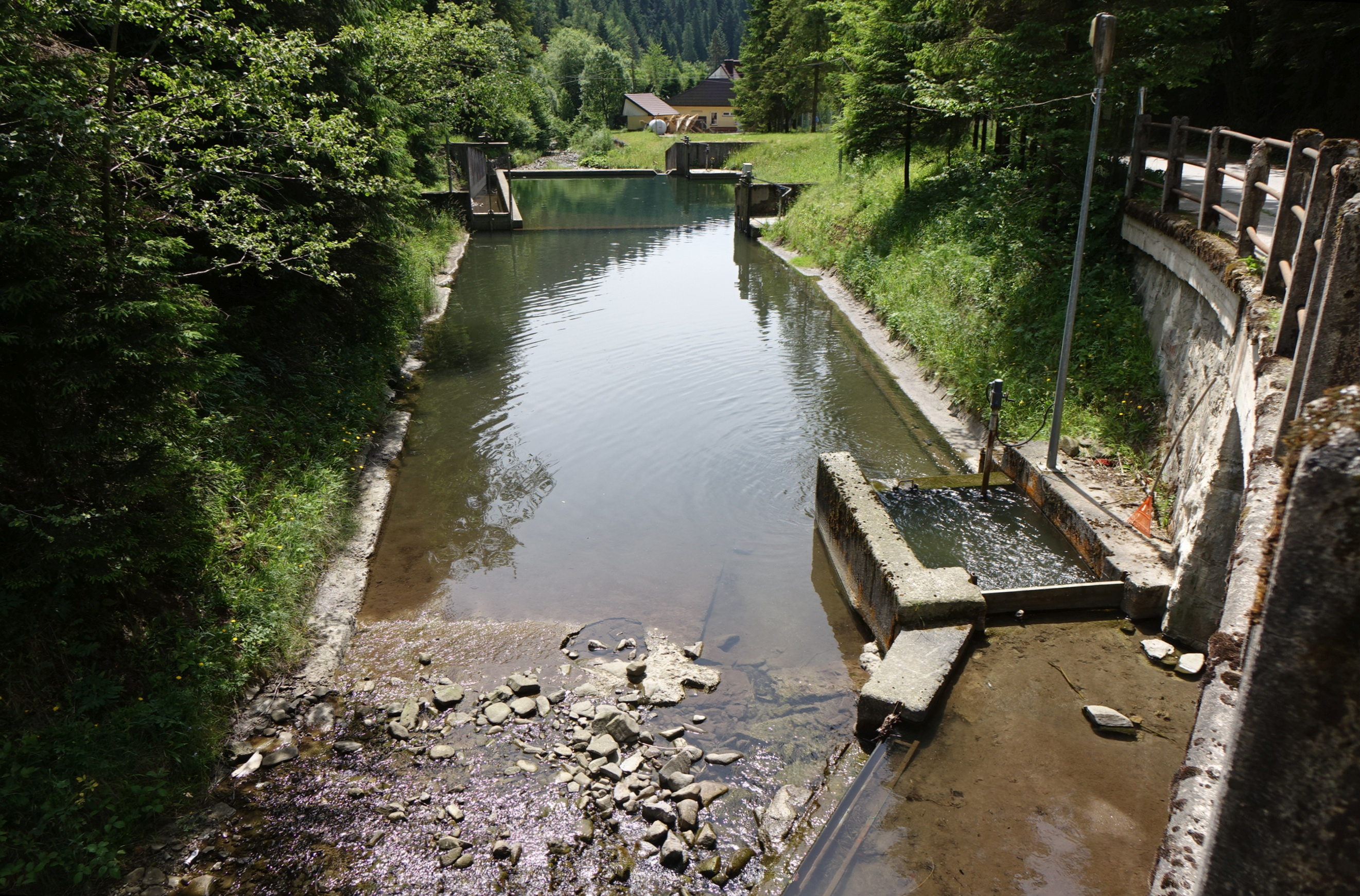
Tama i zbiornik wodny
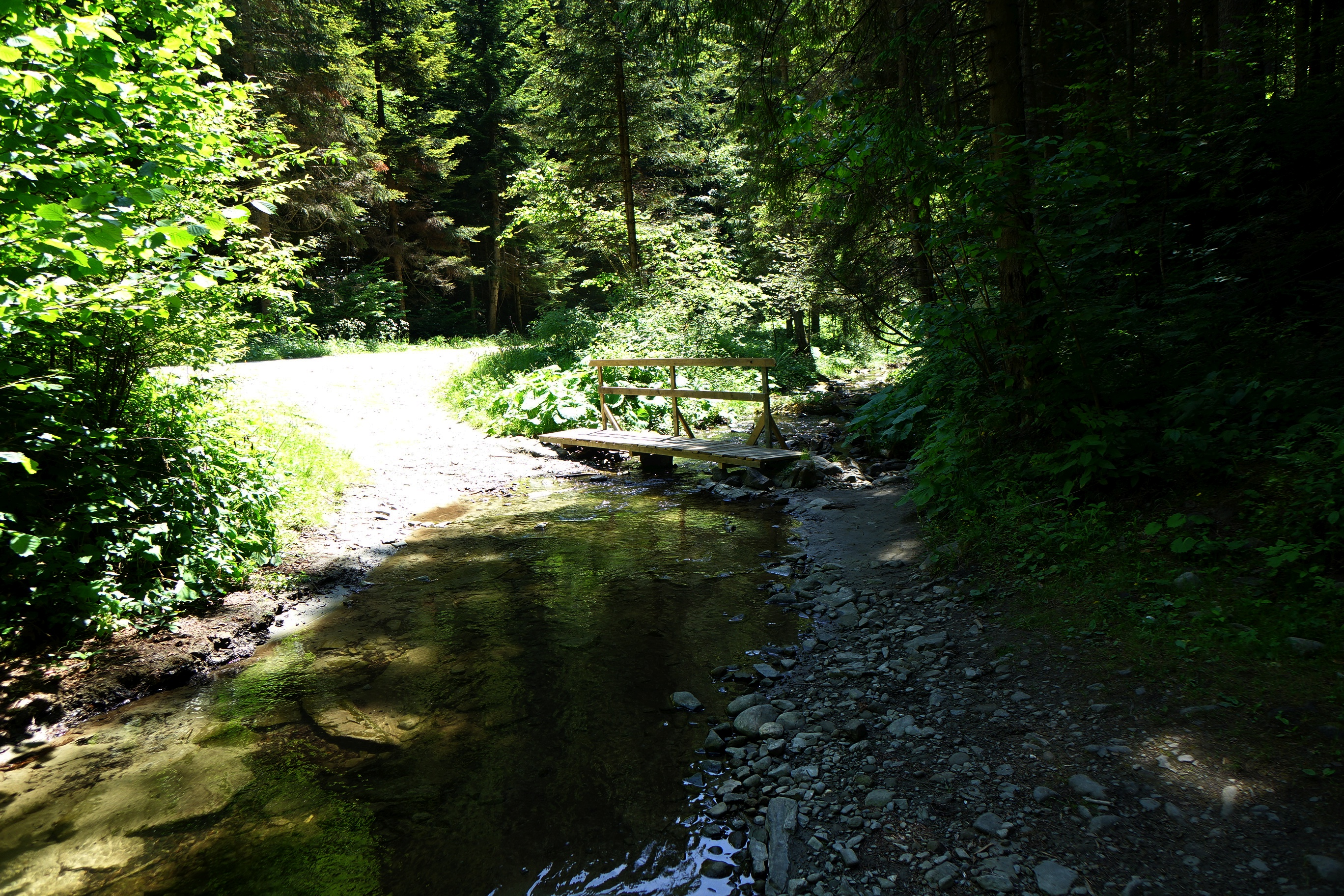
Sopotnicki przy polanie Haligonowej